# Народжений в грозу
«Народжений в грозу» (інша назва: «Наташа-ханум») — радянський художній фільм 1965 року, знятий режисером Латіфом Файзієвим на кіностудії «Узбекфільм».

## Сюжет
Про створення в роки Громадянської війни національного узбецького театру для всього народу силами двох мрійників — молодого драматурга узбека Музаффара і першої актриси узбецького театру — російської дівчини з сім'ї старовірів Наташи — по-узбецьки «Наташа-ханум»… На підмостках народного театру їх постановки зіллються з реальністю — на сцені вони порозуміються в любові, і на сцені ж Музаффар буде вбитий фанатиками.

## У ролях
- Ульмас Аліходжаєв — Музаффар
- Ольга Амаліна — Наташа
- Ісамат Ергашев — Сабір
- Рахім Пірмухамедов — Акмаль Кізікчи
- Набі Рахімов — Ішан Кадиркул
- Ніна Нікітіна — мати Наташи
- Лев Фричинський — Коля
- Рано Хамраєва — Хасіят
- Раззак Хамраєв — ведучий актор
- Уктам Лукманова — подруга
- Раджаб Адашев — артист трупи
- Хікмат Латипов — поромник
- Дільбар Касимова — епізод
- Хашим Гадоєв — епізод

## Знімальна група
- Режисер — Латіф Файзієв
- Сценарист — Семен Нагорний
- Оператор — Олександр Панн
- Композитор — Мухтар Ашрафі
- Художник — Наріман Рахімбаєв